# Теслик, Александра Николаевна
Александра Николаевна Теслик (род. 29 сентября 1956 года, Москва, РСФСР, СССР) — российский художник, член-корреспондент Российской академии художеств (2019).

## Биография
Родилась 29 сентября 1956 года в Москве, где живёт и работает.
В 1982 году — окончила Московский художественный институт имени В. И. Сурикова, мастерская профессора Т. Т. Салахова; преподаватели: Л. В. Шепелёв и С. Н. Шильников.
С 2005 года — член Московского союза художников, с 2019 года — член Союза художников России.
В 2019 году — избрана членом-корреспондентом Российской академии художеств от Отделения графики.

## Творческая деятельность
Основные произведения: графическая серия «Город Углич», бумага, карандаш, акварель(1983—1998 г.); серия «Русский север», бумага, цвет.карандаш (1991—1993 г.); «Город Торжок», холст, масло (1998 г.); «Город Старица», холст, масло (2000 г.); графическая серия «Тверская земля», бумага, пастель (2002—2014 г.); графическая серия «Пушкинские места», бумага, пастель (2015—2020 г.).
Участник московских и российских выставок с 1982 года.